# Обыкновенный осьминог
Обыкновенный осьминог (лат. Octopus vulgaris) — один из самых распространённых и хорошо изученных видов осьминогов. Распространён в Средиземном море и в Атлантическом океане от побережья Англии до берегов Сенегала.

## Описание
Длина тела осьминога обыкновенного достигает 25 см. Руки-щупальца гораздо длиннее — 90 см, но могут достигать и 120—130 см. Вес тела до 10 кг.
Рот осьминога несёт две мощные челюсти, напоминающие клюв попугая. В глотке находится радула (тёрка), позволяющая перетирать пищу. Он обладает восемью щупальцами, снабжёнными многочисленными присосками. У самцов одна из рук преобразуется в совокупительный орган — гектокотиль.
У осьминога хорошо развито зрение. Глаза крупные, по строению напоминают глаза позвоночных животных. Головной мозг осьминога достаточно высокоразвит, имеет зачаточную кору. Нервная система осьминога содержит около 500 млн клеток. Это больше, чем у крысы и почти как в головном мозгу кошки. Осьминоги обладают самым высоким интеллектом среди всех беспозвоночных, имеют хорошую память, различают геометрические фигуры, хорошо поддаются дрессировке. Осьминоги различают людей, способны решать нестандартные задачи.
Кровеносная система близка к замкнутой: во многих местах артерии переходят в вены через капиллярную систему. У осьминога три сердца: главное находится в полости тела, два других — жаберные. Кровь голубого цвета, так как содержит в качестве дыхательного пигмента гемоцианин.
Осьминог способен изменять окраску тела, приспосабливаясь к среде. В его коже имеются клетки с различными пигментами, способные растягиваться или сжиматься в зависимости от восприятия органов чувств. Типичный окрас — коричневый.

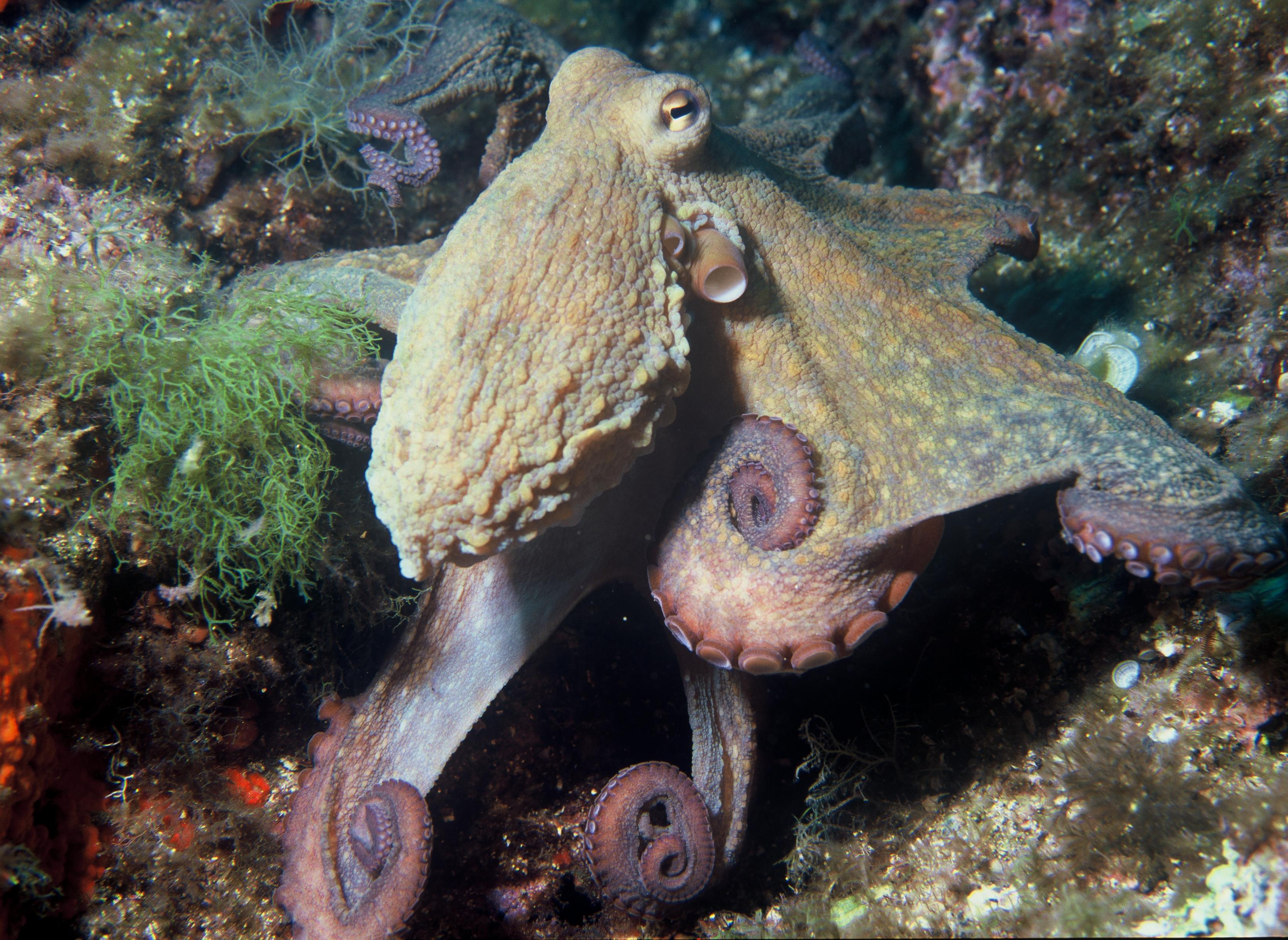
Осьминог обыкновенный в Средиземном море

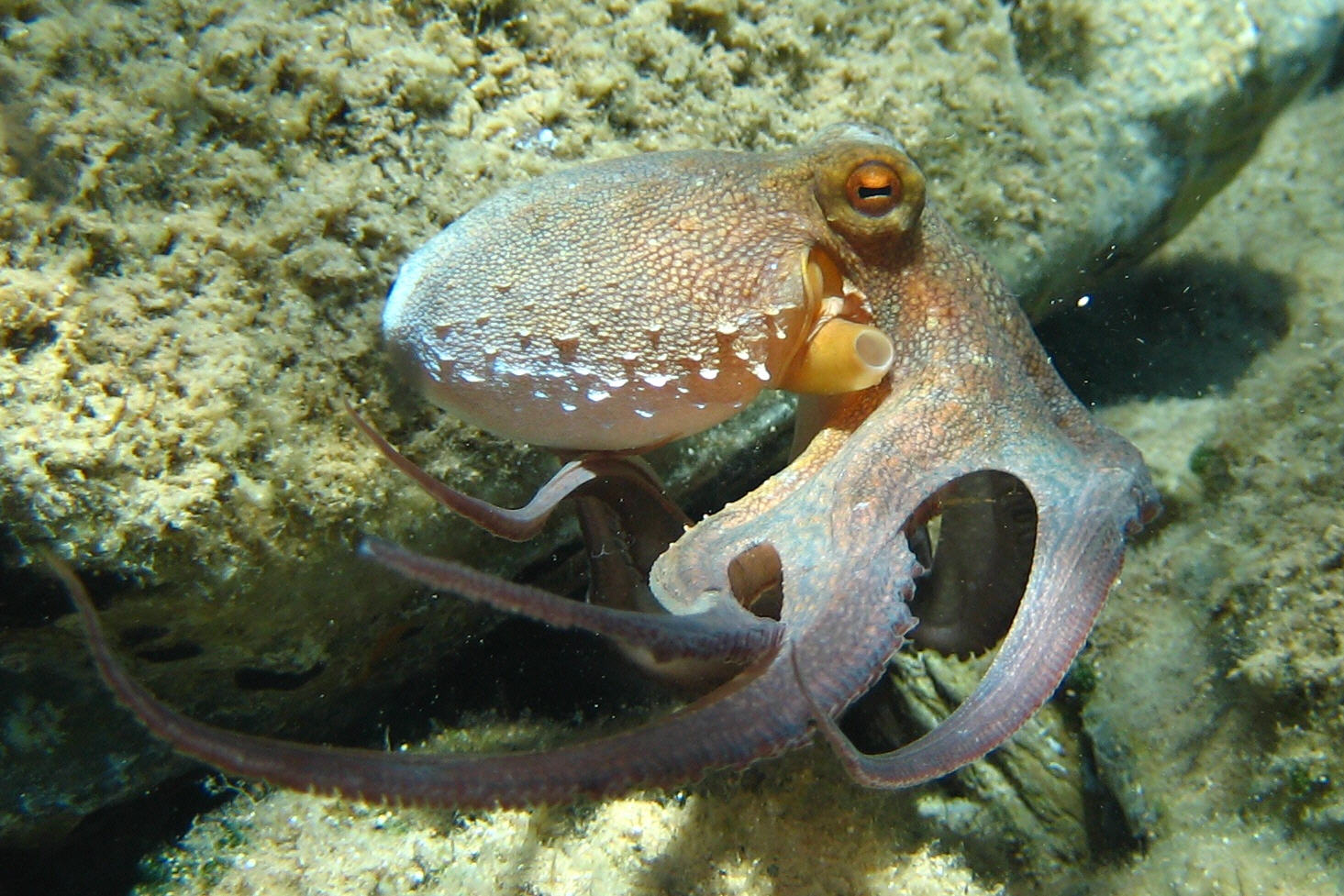

Осьминог обитает на мелководьях, до глубины 100—150 м. Предпочитает скалистые участки дна. Одиночный, территориальный вид. Днём осьминог мало активен, охотится, как правило, в сумерках и ночью. Осьминог — типичный хищник-засадчик. В его рацион входят моллюски, ракообразные, рыба, планктон. Добычу захватывает руками, затем подтягивает её ко рту и кусает клювом жертву. При этом яд слюнных желез осьминога попадает в рану. Враги осьминога — дельфины, морские львы, киты, олуши, хищные рыбы.
Размножение происходит дважды в год, как правило, весной и осенью. После спаривания самка устраивает гнездо на мелководье, где откладывает около 80 тысяч яиц. Самка ухаживает за яйцами, постоянно вентилирует их, убирает грязь и посторонние предметы. Инкубация продолжается до 4—5 месяцев, в зависимости от температуры воды. В течение всего периода развития яиц самка находится у гнезда, охраняет его, не питается и погибает от истощения при вылуплении личинок.
Новорождённые личинки первые 2 месяца питаются планктоном и сами ведут планктонный образ жизни. В возрасте около двух месяцев происходит метаморфоз, личинка превращается во взрослую форму и переходит к придонному образу жизни, типичному для вида. Растут быстро, в возрасте 4 месяцев достигают веса в 1 килограмм. Продолжительность жизни 1—2 года, редко до 4 лет.
Осьминог — важный объект промысла, употребляется человеком в пищу. Мировой вылов осьминога составляет около 40 000 тонн ежегодно, основная масса добывается в Мексике и Италии.

## В произведениях искусства
- В кинофильме «Через тернии к звёздам» одним из персонажей является мыслящий осьминог Пруль с другой планеты, посетивший Землю[3].
- В документальном фильме 2020 года «Мой учитель — осьминог» Крейг Фостер, который также является и продюсером фильма, наблюдает за диким обыкновенным осьминогом в естественной среде обитания большую часть его жизни.